# Театры Новосибирска
Одной из культурных достопримечательностей Новосибирска являются театры города, среди которых наиболее известным является Театр оперы и балета (крупнейшее в России театральное здание), ставший одним из символов Новосибирска.

## История
Новосибирск — сравнительно молодой в российской истории город (основан в 1893 году, статус города с 1903 года). Первым Новосибирским театром считается летний театр «Альгамбра». Строительство его началось в 1905 году в городском саду, тоже называвшемся «Альгамбра» и находившемся на пересечении улиц Нарымской и Сибирской. Первые представления, в 1906 году, были специально приурочены к 20-летию со дня смерти великого русского драматурга А. Н. Островского (1823—1886).
Основные городские театры появились в Новосибирске в советское время:
в 1928 — основан Театр оперы и балета (здание театра было сооружено в 1931—1941 годах)
1930 год — на базе Ленинградского ТЮЗа создан Краевой Западно-Сибирский ТЮЗ.
с 1932 года в Новосибирске начал работать театр «Красный факел»
в связи с компанией «О развёртывании искусства в социалистической деревне», необходимостью создания «передвижных театров» 1 октября 1933 года начаты репетиции в театральном коллективе камерного театра, который знают теперь как театр «Старый дом»
в 1933 году основана студия кукольников
1 января 1937 года основана Новосибирская филармония

## Современность
В настоящее время Новосибирске работают следующие театры :
- Новосибирский государственный академический театр оперы и балета
- Новосибирская государственная филармония
- Новосибирский областной театр кукол
- Новосибирский драматический театр «Красный факел»
- Новосибирский городской драматический театр под руководством Сергея Афанасьева
- Новосибирский академический молодёжный театр «Глобус»
- Новосибирский городской драматический театр «На левом берегу»
- Новосибирский драматический театр «Старый дом»
- Новосибирский театр музыкальной комедии
- Молодёжный драматический театр «Первый театр»
- Мой театр
- Театр имени Игоря Рыбалова
- Театр-студия DRIVE
- Театр «Антреприза актеров Новосибирска»
- Театр Артистическое созвездие
- драматический театр Заводной апельсин
- Новосибирский классический театр
- Творческое объединение Дом актера
- Новосибирский Малый театр
- Кукольный театр «Самовар»